# Frans Houben (Nederlands politicus)

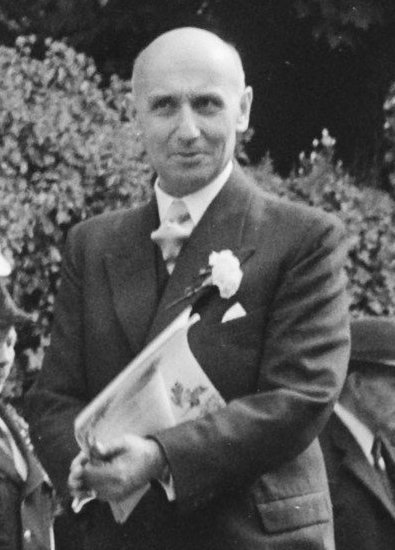
Dr. F.J.M.A. Houben (1952)

François Joseph Marie Anne Hubert (Frans) Houben (Woudrichem, 23 mei 1898 - Den Haag, 25 september 1976) was van 1947 tot 1964 commissaris van de Koningin (gouverneur) in Limburg. Houben studeerde rechten in Utrecht, waarna hij onder andere in de rooms-katholieke werkgeversvereniging werkte. In 1942 promoveerde hij.
Zijn zoon Frank Houben was van 1987 tot 2003 commissaris van de Koningin in Noord-Brabant.